# Aeroporto di Sandefjord-Torp
L'aeroporto di Sandefjord-Torp (anche chiamato Oslo-Sandefjord oppure Oslo-Torp) è un aeroporto civile situato in Norvegia nella contea di Vestfold. È situato a circa 110 km a sud dalla capitale norvegese e a 7 km dalla cittadina di Sandefjord.

## Andamento del traffico passeggeri
| Anno | Numero passeggeri |
| ---- | ----------------- |
| 2009 | 1,842,561         |
| 2008 | 1,572,942         |
| 2007 | 1,519,305         |
| 2006 | 1,300,762         |
| 2005 | 1,210,362         |
| 2004 | 1,084,244         |
| 2003 | 1,097,740         |
| 2000 | 758,951           |
| 1999 | 684,431           |
| 1998 | 410,944           |
| 1996 | 158,972           |
| 1992 | 142,983           |
| 1990 | 137,279           |
| 1987 | 100,907           |
| 1984 | 42,486            |